# Dôme du Prophète

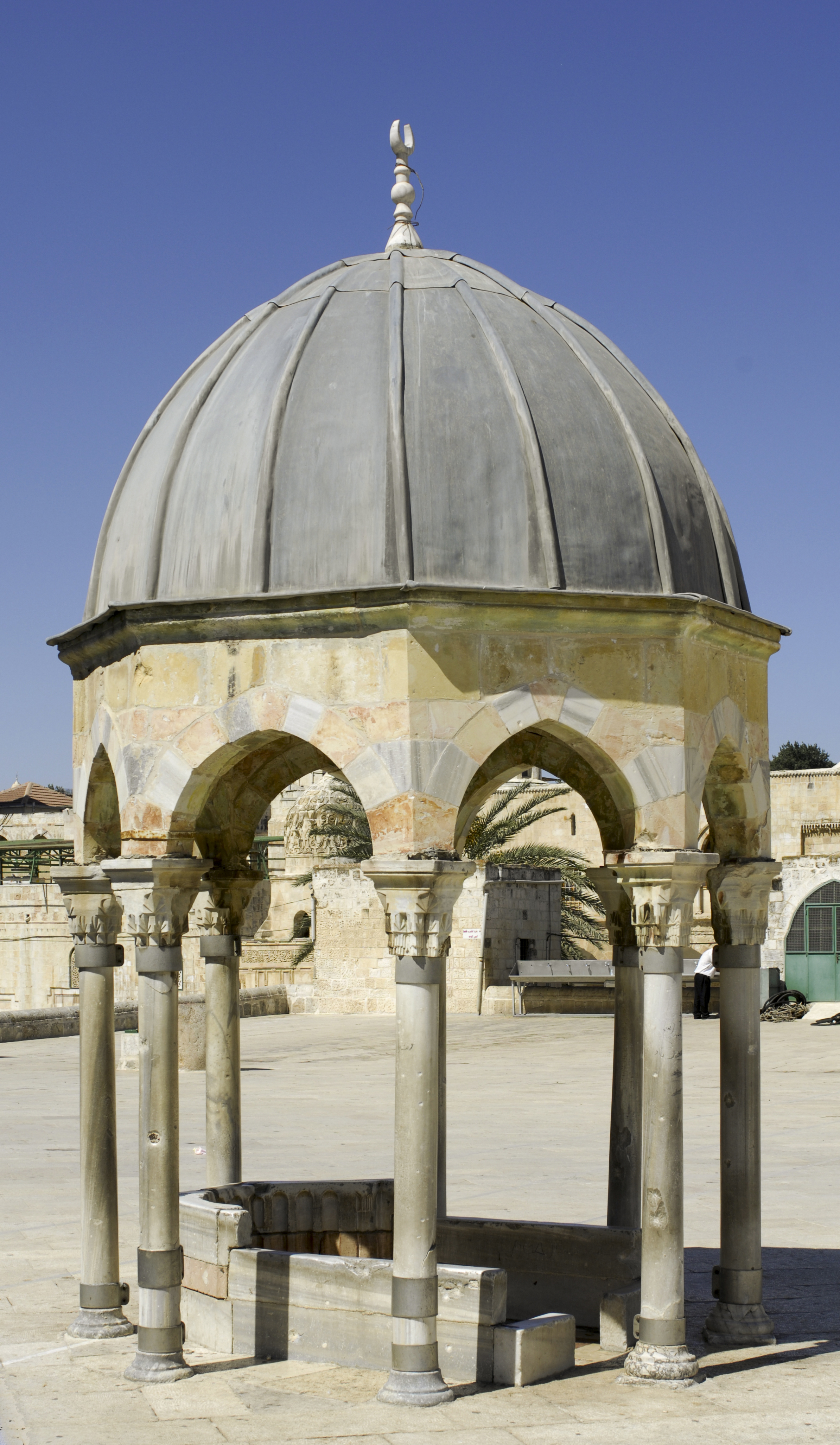
Le dôme du Prophète

Le dôme du Prophète (en arabe : قبة النبي) également connu comme le Dôme de Gabriel (Qubbat Jibril) est un dôme autoportant dans le nord de l'esplanade des mosquées (mont du Temple) à Jérusalem qui sert de monument symbolique plutôt que d'édifice religieux. Il est construit sur la terrasse du dôme du Rocher, c'est l'un des trois dômes autoportants ottomans construit sur l'esplanade. 

## Histoire
Le dôme du prophète a été construit en 1538 par Muhammad Bey, gouverneur ottoman de Jérusalem. Il a été lourdement restauré en 1620 sur les ordres de Farruk Bey, le gouverneur de Jérusalem et achevé au cours du règne du sultan ottoman Soliman II. Le dôme d'aujourd'hui a conservé l'aspect de cette restauration. Le dôme est une commémoration à Muhammad, prophète de l'islam. D'autres ajouts ont été apportés à la coupole en 1845.
Certains auteurs musulmans, notamment Al-Suyūtī, ont affirmé que le site de la coupole est l'endroit d'où Mahomet a été conduit vers les prophètes et les anges, avant de monter au ciel lors du voyage Isra et Miraj.
Des documents de dotation de la période ottomane indiquent qu'une partie de la dotation de la mosquée al-Aqsa a été consacrée à maintenir l'éclairage la nuit, d'une lampe à huile dans le dôme du Prophète. 

## Architecture
Le dôme d'un structure octogonale est construit sur huit colonnes de marbre gris.  Le dôme est hémisphérique et soutenu par des arcs brisés décorées avec des pierres rouges, noires et blanches. L'ancien mihrab est formé d'une plaque de marbre blanc plantée dans le sol et entouré de pierres de couleur rouge et délimité par un muret, qui, traditionnellement, viennent du nord pour se diriger au sud vers La Mecque pour le Hajj. 
Le dôme est beaucoup plus petit que les autres dômes autoportants des environs, il n'est pas plus grand que l'entrée de la coupole du dôme du Rocher.